# Список рек бассейна Кети
Список включает реки бассейна реки Кеть по данным Государственного водного реестра ( с поправками из ) и отражает структуру бассейна. Имена рек даны с учётом переименованных статей по материалам Росреестра и карт генштаба. Расстояние указано в км от устья.
- 11 км: Пайдугина
  - 46 км: Юрма (Бол. Юрма)
    - 17 км: Малая Юрма
    - 72 км: Средняя Юрма
      - 8 км: без названия

  - 76 км: без названия
  - 100 км: Болотная
  - 103 км: Юголовка
  - 158 км: Щучья 2-я
  - 170 км: Дубовицкая
  - 200 км: Берёзовка
    - 3 км: без названия
    - 13 км: Ярашкина
    - 25 км: Летняя
    - 30 км: Сосновая
    - 44 км: Верхняя Летняя
    - 48 км: Лосевая
    - 62 км: Медвежья
    - 74 км: без названия
    - 77 км: Поньжевая
    - 86 км: Ельцовая
      - 8 км: Правая Ельцовая
      - 10 км: Ломная

    - 151 км: Граничная

  - 247 км: Еголдокова
    - 14 км: Большая Еголдокова
      - 5 км: Еголдокова 2-я

    - 19 км: Еголдокова 1-я

  - 287 км: без названия
  - 290 км: Табек
  - 309 км: Верхняя Березовка
    - 7 км: Кедровая
    - 32 км: Средняя Берёзовка
    - 36 км: Тёплая

  - 331 км: Малая Березовка
  - 350 км: Колбинка
    - 49 км: Правая Колбинка

  - 354 км: Черная
  - 373 км: Малая Пайдугина
    - 27 км: Рассыпной

  - 432 км: Правая Пайдугина
- 33 км: Митькина
  - 18 км: Куржина
    - 6 км: Чумбулка
      - 11 км: водоток протока Пори
      - 13 км: водоток протока Нюрса
      - 27 км: без названия

    - 98 км: без названия
    - 121 км: Левая Куржина
      - 23 км: Малая Куржина

    - 191 км: Тунгуска
- 86 км: водоток протока без названия
  - 6 км: Корджа
    - 23 км: без названия
    - 46 км: Правая Корджа
- 102 км: Пиковка (Большая Пиковка)
  - 14 км: Малая Пиковка
    - 3 км: Ломная
    - 16 км: Чёрная

  - 99 км: Озёрная
  - 129 км: без названия
  - 146 км: Бабушка
- 115 км: водоток протока Пуриянга (Бол. Пуриянга)
  - 12 км: Чаршан
- 135 км: водоток протока без названия
- 143 км: водоток протока Северная
- 144 км: водоток протока без названия
- 181 км: водоток протока Старая Кеть
- 193 км: Пизик
- 204 км: Елтырёва (Жигалова)
  - 64 км: Айкова
  - 97 км: Литаз
  - 100 км: Ингузет
  - 156 км: Нярга
    - 18 км: Рыбная Тулатка
    - 36 км: Гришкина Тулатка
    - 79 км: Люлик

  - 157 км: Синдега
  - 174 км: Киук
  - 181 км: Дунаева
    - 19 км: без названия
    - 25 км: Лосинка
    - 53 км: без названия
    - 86 км: Еланная

  - Лесная
  - 225 км: Берёзовая
  - Ступенчатый
  - Мелкий
  - Еловый
  - 272 км: Берёзовая
  - 284 км: Верхняя Березовая
  - 291 км: Талый
  - 299 км: Малая Жигалова
- 212 км: водоток протока Пушкаревская, старица
- 219 км: Толодья
- 221 км: водоток протока Родионовская
- 228 км: Касатка
  - 8 км: Тумска
  - 12 км: Моховская
    - 5 км: без названия
- 234 км: Янькина
- 244 км: водоток протока Моховская (старица Дурной Исток)
- 245 км: Чичулина
- 251 км: Пановская
- 260 км: Налимья
- 264 км: Кильда
- 268 км: водоток протока Таинская Анга
  - 15 км: Петейга
  - 28 км: водоток протока Боркинская Анга
- 278 км: Кузурова
  - 73 км: Берёзовая
  - 102 км: Пина
- 279 км: водоток протока Фадеева
- 318 км: водоток протока Алсет (Алсетская)
  - 12 км: Полога
- 340 км: Суйга
  - 9 км: водоток старица Гнилушка
  - 16 км: Карбат
  - 22 км: Коршуга
  - 48 км: Нибега
    - 6 км: Санджике
      - 11 км: Нижний Санджике
      - 14 км: Верхний Санджике

  - 122 км: без названия
- 356 км: водоток протока Анга
- 385 км: Широковская Анга
  - 3 км: водоток старица Карбинская
- 399 км: водоток протока Карбинская Анга
  - 12 км: Андрюшкина
  - 21 км: водоток протока без названия
  - 26 км: Исток
    - 19 км: Крутопарка

  - 62 км: без названия
  - 63 км: без названия
- 404 км: Лисица (Бол. Лисица)
  - 15 км: Школьная
  - 42 км: Миходеева
  - 57 км: Котоджа
    - 29 км: Лягушка
    - 65 км: Выдра

  - 109 км: без названия
  - 123 км: Онгузет
  - 126 км: Пойга
  - 191 км: Лаке
  - 200 км: Райга
    - Кедровый
    - Осиновый
    - 18 км: без названия
    - 35 км: Миндага
    - Чагылдай
    - 47 км: Нижняя Еловая
    - Кальджа
    - 56 км: Еловая
      - Светлый

    - Болотная
    - 68 км: Косая
    - 84 км: Сосновая
      - Малая Сосновая
      - 19 км: Средняя Сосновая
      - Берёзовый

    - Нижний Тур
    - Средний Тур
    - 129 км: Верхний Тур
    - Карма
    - 138 км: Масайга
    - Верхняя Масайга

  - 237 км: Журавлева
    - 30 км: Карьял
    - 31 км: Чанга
    - 36 км: Чёрная (Большая Чёрная)
    - 47 км: Озёрная
    - 59 км: без названия

  - 262 км: без названия
  - 352 км: Большой Киук
  - 372 км: Малый Киук
  - 392 км: Малая Лисица
- 420 км: Сегондинка
  - 2 км: Чворский Исток
    - 13 км: без названия
- 426 км: Малый Макзыр
- 477 км: водоток протока Катаелова
- 489 км: Чачамга
  - 40 км: Ингузет
    - Язевка пр
    - 64 км: Чёрная пр
    - Чёрная лв
    - 76 км: Муосоки пр
    - Малый Ингузет лв

  - 105 км: Бобыльская
    - 7 км: Медвежья

  - 137 км: Малая Чачамга
  - Горелый
  - 160 км: Толка
  - Змейка
- 512 км: водоток протока Мульга
- 521 км: Мысукке
- 523 км: Орловка
  - 19 км: Индыке
  - 39 км: Самузет
  - 58 км: Андреева
  - 98 км: Росомаха
    - 10 км: Ларионова пр
    - Белоногова пр
    - 30 км: Кольчугинская пр
    - 60 км: Болотная лв
    - 67 км: Развилок пр
    - 83 км: Даптун лв
    - 98 км: без названия пр
    - 108 км: Дюпкошен лв
    - 180 км: Онгнем лв

  - 112 км: Кукушка
  - 148 км: Чурбига
    - 14 км: Тура
    - Сухой
    - 41 км: без названия
    - 49 км: Сегонды
      - 89 км: Бурукан
        - 21 км: Ланкеть

      - 107 км: без названия

    - Одиг
    - 115 км: Чинкыке
    - 133 км: Прямая
    - 141 км: Тамджа
    - 144 км: без названия

  - 161 км: Налимья
  - 196 км: Кавойкыке
  - 206 км: Вторая Речка
  - 232 км: Якынр (Ниж. Ланкеть)
    - 11 км: Малый Якынр

  - 240 км: Чунга
  - 262 км: Тогангра
  - 293 км: Дролден
- 543 км: водоток протока Каяксинская
  - 547 км: Тоголика
  - 7 км: Тиноватка
    - 53 км: Песчаная

  - 29 км: Сондорова
  - 92 км: Малая Тоголика
    - Кедровая
    - Луговой
    - Сохатинка

- 579 км: Кабаильди
- 612 км: Утка (Большая Утка)
  - Малая Утка
    - 32 км: без названия лв
    - Мелкий пр
    - 44 км: Миташкина лв
    - 51 км: без названия лв
    - 55 км: Светлый пр
    - 75 км: Левая Утка лв
      - 5 км: без названия лв

    - 96 км: Берёзовый пр

  - Прямой лв
  - Поперечка лв
  - Развилок пр
  - Аргаусова лв
  - Болотная пр
  - Щучья пр
- 616 км: водоток старица без названия
- 635 км: Полуденовка
- 640 км: водоток старица без названия
- 664 км: Лайга
- 677 км: Пирина
- 697 км: Зубрекова
- 703 км: Катайга
  - 58 км: Нижняя Речка лв
  - 61 км: Глухариная пр
  - 68 км: Средняя Речка лв
  - 70 км: Малая Катайга лв
    - Верхняя Речка лв
- 709 км: Линевая
- 719 км: без названия
- 722 км: Чагисейка
  - 21 км: без названия
  - 134 км: без названия
- 733 км: без названия
- 736 км: Озёрная
  - 13 км: Ломоватая (179 км)
    - 1 км: Деревянная (99 км)
      - Лягуша

    - Болотный
    - 32 км: Язевая (25 км)
    - Моховой
    - 143 км: Малая Ломоватка (46 км)
    - Болотная
    - Болотный

  - 20 км: Кедровая (117 км)
    - Короткий
    - Кедровый
    - Лесной
    - Короткий
    - 107 км: Правая Кедровая

  - Кочуто
- 760 км: Кассайга (Кассайга 2-я)
  - 33 км: Кассайга 1-я
    - Левая Кассайга 1-я

  - Придорожный
  - 61 км: Боровой
  - 76 км: Левая Кассайга 2-я
- 788 км: Кельма (Кольджа)
  - 15 км: Болотный
  - 37 км: Половинка
  - Южный
  - Граничный
  - Болотная
  - 112 км: Ефрат
  - Ямный
  - Кельмушка
- 798 км: Лопатка
- 812 км: Олёнка (Средняя Олёнка)
  - 25 км: Нижняя Олёнка
    - Болотный

  - 44 км: Верхняя Олёнка
    - Малый
    - 24 км: Грядовый

  - 74 км: без названия
  - Таёжный
- 842 км: Болотная
- 863 км: Еловая (Большая Еловая, Чижандзи)
  - 24 км: Чёрная лв
  - 45 км: Малая Еловая лв
    - 28 км: Питейка лв
      - 8 км: Малая Питейка пр
        - ? км: Незаметная пр

      - ? км: Тихий пр
      - 42 км: Правая Питейка пр

    - 31 км: Кювайка лв
      - 14 км: Мартемьяновская пр

    - 68 км: Бобровка лв
    - 93 км: Берёзовая лв
    - 125 км: Малая Берёзовая лв
    - 129 км: Тагылдат лв
    - 144 км: Туйдат лв
    - 172 км: Листвянка лв
    - 193 км: Коль

  - ? км: Приозёрный лв
  - ? км: Выдровка лв
  - 195 км: Бугристая лв
  - 227 км: Белая лв
  - ? км: Малая Горелая пр
  - 257 км: Большая Горелая пр
  - 270 км: Тройная лв
  - 274 км: Кукушкина лв
  - 283 км: Еловик лв
  - ? км: Сухая пр
  - ? км: Гаревой пр
  - ? км: Левый Чижандзи лв
- 883 км: Большая Урашная
- 896 км: Малая Урашная
- 918 км: Малая Логайка
- 919 км: Большая Логайка
- 940 км: Окунёвка (нижний приток Кети)
- 956 км: Сочур
  - 17 км: Ушканка
  - 44 км: Налимка
    - Трехозерная

  - 56 км: Горевая
  - Неприметный
  - Сухой
  - 85 км: Язевка
  - 92 км: Чёрная
    - Малая Чёрная

  - 94 км: Берёзовая
  - Чур
  - 120 км: Безымянка
    - 7 км: Большой

  - 129 км: Светлая
    - 4 км: Правая Светлая

  - 161 км: Сережкина
  - 176 км: Обжитая
  - 187 км: без названия
  - 197 км: Болотная
  - 203 км: Гаревая пр
  - 210 км: Горелый лв
  - 220 км: Ветвистая пр
  - Поперечный
  - 230 км: Дача
    - 19 км: Берёзовка
    - 27 км: Ольховка

  - 242 км: Островская
    - Короткий
    - Левый Островской

  - 246 км: без названия
  - 249 км: Трофимовская
  - Чалый
  - Неприметный
  - 278 км: Комиха
- Киприянка
- 969 км: Ершовка
  - 6 км: Левая Ершовка
- 1003 км: Лосинка
- 1012 км: Гаревка
- 1018 км: Трёхкрестовая
- 1033 км: Осыпная
- 1038 км: Аксёнка
- 1043 км: Стерляжья
  - 20 км:Прямая
    - Короткий

  - Мелкий
- 1055 км: Ивашкова
  - 16 км: Извилистый пр
  - Татьянин лв
  - Вязкий лв
  - Крутобережный пр
  - 53 км: Двухвершинный пр
  - 55 км: Малая Ивашкова пр
- 1079 км: Середкина
- 1104 км: Норосовка
- 1116 км: Мендель
  - 15 км: Бергидат
  - 48 км: Кидат
    - 13 км: Кулган

  - 70 км: Чёрная
  - 95 км: Тельпок
  - 119 км: Чайголь
  - 132 км: Нижняя
    - 29 км: Сохатинка

  - Верхняя
  - 167 км: Налимка
    - Осиновая
    - Шитка

  - Маленькая
  - 175 км: Большая
    - Березов Мосток

  - 207 км: Поперечная
    - Кедровый

  - 212 км: ручей Кичиг
  - Яру
  - 216 км: Кичуль
  - Пасечный
  - 230 км: Выя
    - Крутая

  - Плоский
  - Черёмуховая
  - 273 км: Берёзовая
    - Тёмный

  - 285 км: Кузина
  - 297 км: Ярбуш
    - Еловый

  - Французиха

- 1133 км: Кельчигейка
- 1136 км: Мутная
- 1160 км: Окуневка
- 1163 км: Бобровка
- 1188 км: Боровая
- 1208 км: Шайтанка
- 1238 км: Медведка
- 1246 км: Утка
- 1260 км: Красная
- 1290 км: Малая Кеть
  - 24 км: Чумжур
    - 30 км: без названия

  - 42 км: Ольховка
  - 50 км: Листвянка
  - Кобяков
  - 66 км: Конда
    - 3 км: Базаровка
    - 16 км: без названия

  - Николаевский
  - Хуторский
  - Шутаевская
    - Полевой

  - Черёмуховая
  - 103 км: Алтат
    - Бурлаков
    - Речка (Гаревой)
    - 7 км: Загарок (Загарная)
      - Ближняя
      - Луговая

    - Амосов Лог
    - 12 км: Филькина
    - Придорожный
      - Ивановский

    - Тройка (Вторая Речка)
      - Первая Речка
      - Кедровая Падь

  - 108 км: Сухая Речка
  - 119 км: Ольховка
  - Гаревой
  - 127 км: Колтусоватка
  - Коробьюха
  - Берёзовый
  - Топкий
  - 164 км: Красноярка
  - Еловый
  - Харычев
  - 184 км: Сосновка
  - 211 км: Таловая
  - Березовка
  - Белый
- 1311 км: без названия
- 1315 км: Крапивная
- 1325 км: Березовая
- 1372 км: ручей Чистый
- 1383 км: Мостовая
- 1398 км: Чойда
- 1409 км: Жороб (Журок)
  - 9 км: Чурок
- 1415 км: Конда (Малая Конда)
- 1445 км: Громышевка
- 1453 км: без названия
- 1453 км: Осиновка
- 1468 км: без названия
- 1473 км: Грязновка
- 1476 км: без названия
- 1478 км: без названия
- 1479 км: Бушуй
- 1500 км: Талая
- 1525 км: Тургун
- 1534 км: Турзянка
- 1536 км: Черничная
- 1552 км: Кельтом
  - 12 км: Горевой Кельтом
- 1559 км: Чита
- 1590 км: без названия
- Горелый